# Queen (乐队)
皇后樂團（英語：Queen）是英国摇滚乐乐队，成立於1970年，成員包括主唱弗雷迪·默丘里、吉他手布赖恩·梅、鼓手罗杰·泰勒、貝斯手约翰·迪肯，樂團最初期的作品受到前衛搖滾、硬搖滾和重金屬音樂的影響，後來逐漸嘗試往傳統和電台廣播的作品邁進，將其他風格像歌劇、民謠、藝術搖滾、競技場搖滾和流行搖滾融入音樂中，對世界樂壇留下深遠影響。
其在英國國內的地位尤其高，英國史上專輯銷售前十，包括最高位在內，Queen名留兩位(#1、#10)。生涯專輯於英國專輯銷售榜週數總計達1322週（27年），為史上最長。他們的唱片銷量預計在1.7億至3億張之間，成為世界上最暢銷的音樂藝術家之一。皇后合唱團於1990年獲得英國唱片業對英國音樂的傑出貢獻獎。他們於2001年入選搖滾名人堂。他們的每位成員都有創作過多首的熱門單曲，並且在2003年四名樂團成員都入選了歌曲作者名人堂。
1991年，弗雷迪·默丘里過世；1997年，约翰·迪肯淡出娛樂圈。現任團員剩下布赖恩·梅、罗杰·泰勒。

## 成員與名曲創作
- 弗雷迪·默丘里

钢琴手和主唱。知名詞曲作品有：《Bohemian Rhapsody》（波希米亚狂想曲）、《We are the Champions》（我们是冠军）、《Somebody to Love》（找一个人来爱）、《Killer Queen》（杀手女王）、《Crazy Little Thing Called Love》（疯狂的小事叫做爱）、《Don't Stop Me Now》（现在不要阻止我）等。
- 布赖恩·梅

吉他手。知名詞曲作品有：《We Will Rock You》（我们将搖滾你）、《Tie Your Mother Down》（把你的母亲綁起來）、《The Show Must Go On》（表演必須继续）、《Hammer to Fall》（錘子落下）、《Fat Bottomed Girls》（大屁股女孩）等。
- 罗杰·泰勒

鼓手及打击乐器。知名詞曲作品有：《Radio Ga Ga》（收音機嘎嘎）、《A Kind of Magic》（一种魔法）、《The Invisible Man》（隱形人）、《These Are the Days of Our Lives》（这些是我们的人生的日子）、《Heaven For Everyone》（每個人的天堂）、《Breakthru》（突破）等。
- 约翰·迪肯

贝斯手及節奏吉他。知名詞曲作品有：《Another One Bites the Dust》（又掛了一個）、《I Want to Break Free》（我想要突破）、《You're My Best Friend》（你是我最好的朋友）、《Spread your wings》（展開你的翅膀）、《Back Chat》（回來聊天）等。

## 經歷

### 早年與樂團組成（1968年 - 1973年）
|                   | 我想出了“女王”這個名字。它就是個名字而已，但顯然它非常地華麗，聽來也很壯麗。這是個響亮的名字，很普遍，也很直接。它有著廣泛的視覺潛力，也注入了各種各樣的诠釋。我當然知道這個名字有同性戀的含義，但這只是一個方面。 |
| ——Freddie Mercury | |

1968年，就讀於伦敦帝国学院的吉他手布赖恩·梅，和就讀於伊令藝術學院的貝斯手提姆·史塔費爾（Tim Staffell）兩人想組樂團，但還缺鼓手，於是貼出告示徵人。這時年輕的牙科學生罗杰·泰勒前來應徵，三人組的樂團成立，此時的團名為「Smile」。提姆將樂團介紹給他的同學弗雷迪·默丘里，而莫库里立刻愛上了「Smile」的音樂。
1970年，提姆·史塔費爾離團，這時仍只是樂迷身分的莫库里，建議樂團改名為「Queen」，在成員同意下正式改名，這也是日後將沿用數十年的名字。不久後莫库里自己加入樂團擔任主唱。之後陸續換了幾個貝斯手，但都不太合，直到1971年2月，貝斯手迪肯加入後成員才定案，並在未來二十年再也沒有更動，這也就是今日一般所稱的四名「皇后樂團」成員：布赖恩·梅、罗杰·泰勒、弗雷迪·默丘里、约翰·迪肯（依加入時間排序）。
1973年，發表出道專輯《Queen》，但未取得市場成功。

### 突破與商業成功（1974年 - 1979年）
1974年3月，發表第二張專輯《Queen II》，但受到褒貶不一的評價；11月發表第三張專輯《Sheer Heart Attack》，本作在英國登上第二名並達雙白金唱片，這是樂團第一次在商業上得到可觀成功。自此開始，風格由最初兩張作品較前衛另類的風格，轉向較大眾化適於在電台播放的路線。1975年，第一次前往美國與加拿大巡迴演唱。
1975年，發表第四張專輯《A Night at the Opera》，這是當時史上製作成本最昂貴的唱片。本作獲得極大成功，在英國達四白金，在美國達三白金。其中一曲「Bohemian Rhapsody」更創下當時英國史上單曲銷售最高紀錄（現為第三）。
1976年，發表第五張專輯《A Day at the Races》，本作亦得到一定成功，在英國得到一白金。樂隊不少著名歌曲如《Somebody to Love》、《Good Old-fashioned Lover Boy》及《Tie Your Mother Down》則收錄在此專輯。
1977年，發表第六張專輯《News of the World》，這張專輯收錄了熱門歌曲《We Will Rock You》、《We Are the Champions》以及《Spread Your Wings》。
1978年，發表第七張專輯《Jazz》，這張專輯收錄了熱門歌曲《Don't Stop Me Now》。

### 新風格，合成器的使用（1980年 - 1984年）
1980年，發表專輯《The Game》，這是他們使用合成器製作音樂的開始。
1981年，發表第一張精選輯《Greatest Hits》，英國銷量達540萬（十八白金），成為英國史上銷售最高專輯，此紀錄保持至今。
1982年，發表專輯《Hot Space》。本作加入了許多Funk、Disco元素，與過去的搖滾風格差異頗大，因此受到不少批評。
1984年，發表《The Works》。本作為Capitol Records首次為樂隊在美國發行專輯。除了保留本有的搖滾元素外，也加入了復古未來式電子音樂。其中《I Want to Break Free》的音樂錄影帶在美國引起爭議而被當地禁播，但此作仍獲得商業上的成功。同年8月亦開始The Works Tour。

### Live Aid與晚期（1985年 - 1989年）
1985年參加拯救生命演唱，該演唱日後無數次被評為歷史上最傑出的現場演唱之一。
1986年，發表專輯《A Kind of Magic》，舉辦「Magic Tour」大型巡迴演唱，總計觀眾超過一百萬，英國國內超過四十萬，創下當時英國史上演唱會觀眾數字記錄。Magic Tour亦成為此樂團最後一次大型演唱會。
1989年，發表《The Miracle》，由此專輯開始直到1995年的《Made in Heaven》，除已標注，所有歌曲的作曲填詞者一律標為皇后樂隊一同創作。

### 最終作品與莫库里之死及迪肯退休（1990年 - 1997年）
|             | 我們一直都知道佛萊迪要走了，但我們保持沉默。 |
| ——布萊恩·梅 |                                              |

1988年，此時開始，因莫库里日漸消瘦的外貌，英國媒體開始傳言他得到了愛滋病。此傳言甚囂塵上，但他本人仍然否認自己的病情：「我只是太累了」，並且持續拒絕接受訪問。雖然面對這嚴重的問題，樂團仍繼續製作新作。1991年2月，發表《Innuendo》，這是莫库里在世時發表的最後一張專輯
1991年10月28日，發表第二張精選輯《Greatest Hits II》，銷量達360萬，為史上銷售第7專輯。
1991年11月23日，弗雷迪·默丘里公開發表了自己的病情，一天后，弗雷迪便去世了：
|  | 随著過去兩周來媒體大幅的報道揣測，我在此確認我已被檢測出HIV陽性以及愛滋病。過去我認為將此保密可保護我身邊人的隐私。然而，現在已經到了該讓我的朋友及歌迷知道真相的時刻了。我希望大家可以同我的醫生以及全世界共同努力，一起對抗這種可怕的疾病。 |

1991年11月24日，主唱兼主要作曲者莫库里過世，團員減為三人。
1992年4月20日，樂隊餘下三人舉辦《佛萊迪·墨裘瑞致敬演唱會：為提高對愛滋病的認識》（英文：The Freddie Mercury Tribute Concert）。
1995年11月6日，皇后樂隊最後一張錄音室專輯《Made in Heaven》發售。其中《Mother Love》為莫库里生前所錄製的最後一首歌曲。
1997年，约翰·迪肯與其他團員及艾爾頓強進行最後一次的現場演出（曲目：The Show Must Go On）之後，於音樂事業退休。團員減為兩人。

## "Queen+"合作計畫（2004 - 現在）

### Queen + Paul Rodgers (2004 - 2009)
2004年，兩名團員和保羅·羅傑斯（Paul Rodgers）開始固定合作，以「Queen + Paul Rodgers」之名活動。
2008年，在莫库里死後第十七年，發表新原創專輯《The Cosmos Rocks》。這是十七年來第一張全由現任成員創作的作品。演唱由合作夥伴保羅·羅傑斯負責大部分。
在2009年中期與保羅·羅傑斯分道揚鑣之後，10月份布萊恩在他的網站表示，2010年Queen將不會開任何一場演唱會，但這不表示Queen在這一年不會有任何演出。11月份發表了精選集《Absolute Greatest》，這是樂團的第六張，也是繼1999年的《Greatest Hits III》以來的第一張精選集。
2010年5月7日兩人表示已經離開EMI，結束了長達四十年的合作關係。

### Queen + Adam Lambert（2011 - 至今）
2011年3月14日，環球音樂重新發行了《Queen》、《Queen II》、《Sheer Heart Attack》、《A Night at the Opera》、《A Day at the Races》這前五張專輯。
2011年4月，樂團與亚当·兰伯特登上美國偶像第十一季，這是他們固定合作的第一次登台。
環球音樂公佈將於2011年6月27日，發行第二波的復刻專輯，並附送Remix歌曲，成為精選輯，分別是《News of the World》、《Jazz》、《The Game》、《Flash Gordon》、《Hot Space》。
2012年8月12日吉他手布萊恩·梅、鼓手羅傑·泰勒與另一位女歌手Jessie J在倫敦奧運閉幕典禮表演《We Will Rock You》。
2014年吉他手布萊恩·梅宣布將在年內發行一張新專輯名為Queen Forever,裡面收錄了80~90年代的DEMO。
2016年，Queen和Adam Lambert於9月19日首度來台開唱，吸引逾7000名樂迷一同參與。
2020年, 梅和泰勒與X JAPAN團長YOSHIKI聯同莎拉布萊曼（Sarah Brightman）、在日本的milet、SixTONES、LiSA及BABYMETAL於第71回NHK紅白歌合戰演奏並合唱YOSHIKI的歌曲《ENDLESS RAIN》，當中梅和泰勒的部分為錄影播放。

### 傳記電影《波希米亞狂想曲》（2018- 2019）
2018年， Queen现任成员 Brian May 和 Roger Taylor 监制的傳記電影《波希米亞狂想曲》上映，同时发行同名专辑。年底樂團宣布2019年開始狂想曲巡迴演唱會。
2019年1月，傳記電影《波希米亞狂想曲》获金球奖最佳戏剧奖和最佳戲劇類電影男主角。同年2月，在第91屆奧斯卡金像獎中，獲得最佳男主角在內的4個獎項，為當晚獲獎最多的電影。

## 專輯

### 錄音室專輯
- 《Queen》（1973年7月13日）
- 《Queen II》（1974年3月8日）
- 《Sheer Heart Attack》（1974年11月8日）
- 《A Night at the Opera》（1975年11月21日）
- 《A Day at the Races》（1976年12月10日）
- 《News of the World》（1977年10月28日）
- 《Jazz》（1978年11月10日）
- 《The Game》（1980年6月30日）
- 《Flash Gordon》（1980年12月8日）
- 《Hot Space》（1982年5月21日）
- 《The Works》（1984年2月27日）
- 《A Kind of Magic》（1986年6月2日）
- 《The Miracle》（1989年5月22日）
- 《Innuendo》（1991年2月5日）
- 《Made in Heaven》（1995年11月23日）
- 《Queen Rocks（英语：Queen Rocks）》（1997年11月3日）
- 《Queen Forever（英语：Queen Forever）》（2014年）
- 《Bohemian Rhapsody (The Original Soundtrack)（英语：Bohemian Rhapsody (The Original Soundtrack)）》 (2018年)

### 現場專輯
- 《Live Killers（英语：Live Killers）》（1979年6月22日）~
- 《Live Magic（英语：Live Magic）》（1986年12月1日）~
- 《At the Beeb（英语：At the Beeb (Queen album)）》（1989年12月4日）
- 《Live at Wembley '86（英语：Live at Wembley '86）》（1992年5月26日）~
- 《Queen on Fire – Live at the Bowl（英语：Queen on Fire – Live at the Bowl）》（2004年10月25日）~
- 《Queen Rock Montreal（英语：Queen Rock Montreal）》（2007年10月29日）~
- 《Hungarian Rhapsody: Queen Live in Budapest（英语：Hungarian Rhapsody: Queen Live in Budapest）》（2012年9月20日）
- 《Live at the Rainbow '74（英语：Live at the Rainbow '74）》（2014年9月8日）~
- 《A Night at the Odeon – Hammersmith 1975（英语：A Night at the Odeon – Hammersmith 1975）》（2015年11月20日）
- 《On Air（英语：On Air (Queen album)）》（2016年11月4日）

~代表含有錄音室配音

#### Queen + Paul Rodgers
- 《The Cosmos Rocks（英语：The Cosmos Rocks）》（2008年9月15日）

#### Queen + Adam Lambert
- 《Live in Japan》（2016年12月20日）

## 遊戲
- 《Queen: The eYe》（1998年）
- 《SingStar: Queen》（2009年3月20日）
- 《Line：迪士尼Tsum Tsum》（2019年8月1日加入日本版）
- 《Queen: Rock Tour》（2021年3月）[6]